# Grand Prix Formule 1 van Frankrijk 2021
De Grand Prix Formule 1 van Frankrijk 2021 zou oorspronkelijk gereden worden op 27 juni, maar na verandering op de kalender werd de race gereden op 20 juni op het Circuit Paul Ricard bij Le Castellet. Het was de zevende race van het seizoen.

## Vrije trainingen

### Uitslagen
- Enkel de top vijf wordt weergegeven.

| Vrije training 1 | Pos. | Nr. | Coureur          | Constructeur   | Tijd     |
| ---------------- | ---- | --- | ---------------- | -------------- | -------- |
| Vrije training 1 | 1    | 77  | Valtteri Bottas  | Mercedes       | 1:33.448 |
| Vrije training 1 | 2    | 44  | Lewis Hamilton   | Mercedes       | 1:33.783 |
| Vrije training 1 | 3    | 33  | Max Verstappen   | Red Bull-Honda | 1:33.880 |
| Vrije training 1 | 4    | 11  | Sergio Pérez     | Red Bull-Honda | 1:34.193 |
| Vrije training 1 | 5    | 31  | Esteban Ocon     | Alpine-Renault | 1:34.329 |
| Vrije training 2 | Pos. | Nr. | Coureur          | Constructeur   | Tijd     |
| Vrije training 2 | 1    | 33  | Max Verstappen   | Red Bull-Honda | 1:32.872 |
| Vrije training 2 | 2    | 77  | Valtteri Bottas  | Mercedes       | 1:32.880 |
| Vrije training 2 | 3    | 44  | Lewis Hamilton   | Mercedes       | 1:33.125 |
| Vrije training 2 | 4    | 14  | Fernando Alonso  | Alpine-Renault | 1:33.340 |
| Vrije training 2 | 5    | 16  | Charles Leclerc  | Ferrari        | 1:33.550 |
| Vrije training 3 | Pos. | Nr. | Coureur          | Constructeur   | Tijd     |
| Vrije training 3 | 1    | 33  | Max Verstappen   | Red Bull-Honda | 1:31.300 |
| Vrije training 3 | 2    | 77  | Valtteri Bottas  | Mercedes       | 1:32.047 |
| Vrije training 3 | 3    | 55  | Carlos Sainz jr. | Ferrari        | 1:32.195 |
| Vrije training 3 | 4    | 11  | Sergio Pérez     | Red Bull-Honda | 1:32.238 |
| Vrije training 3 | 5    | 44  | Lewis Hamilton   | Mercedes       | 1:32.266 |

Testcoureur in vrije training 1:
 Roy Nissany (Williams-Mercedes) reed in plaats van George Russell.

## Kwalificatie
Max Verstappen behaalde de vijfde pole position in zijn carrière.
| Pos.                   | Nr. | Coureur            | Constructeur          | Kwalificatietijden | Kwalificatietijden | Kwalificatietijden | Grid |
| Pos.                   | Nr. | Coureur            | Constructeur          | Q1                 | Q2                 | Q3                 | Grid |
| ---------------------- | --- | ------------------ | --------------------- | ------------------ | ------------------ | ------------------ | ---- |
| 1                      | 33  | Max Verstappen     | Red Bull-Honda        | 1:31.001           | 1:31.080           | 1:29.990           | 1    |
| 2                      | 44  | Lewis Hamilton     | Mercedes              | 1:31.237           | 1:30.788           | 1:30.248           | 2    |
| 3                      | 77  | Valtteri Bottas    | Mercedes              | 1:31.669           | 1:30.735           | 1:30.376           | 3    |
| 4                      | 11  | Sergio Pérez       | Red Bull-Honda        | 1:31.560           | 1:30.971           | 1:30.445           | 4    |
| 5                      | 55  | Carlos Sainz jr.   | Ferrari               | 1:32.079           | 1:31.146           | 1:30.840           | 5    |
| 6                      | 10  | Pierre Gasly       | AlphaTauri-Honda      | 1:31.898           | 1:31.353           | 1:30.868           | 6    |
| 7                      | 16  | Charles Leclerc    | Ferrari               | 1:32.209           | 1:31.567           | 1:30.987           | 7    |
| 8                      | 4   | Lando Norris       | McLaren-Mercedes      | 1:31.733           | 1:31.542           | 1:31.252           | 8    |
| 9                      | 14  | Fernando Alonso    | Alpine-Renault        | 1:32.158           | 1:31.549           | 1:31.340           | 9    |
| 10                     | 3   | Daniel Ricciardo   | McLaren-Mercedes      | 1:32.181           | 1:31.615           | 1:31.382           | 10   |
| 11                     | 31  | Esteban Ocon       | Alpine-Renault        | 1:32.139           | 1:31.736           |                    | 11   |
| 12                     | 5   | Sebastian Vettel   | Aston Martin-Mercedes | 1:32.132           | 1:31.767           |                    | 12   |
| 13                     | 99  | Antonio Giovinazzi | Alfa Romeo-Ferrari    | 1:32.722           | 1:31.813           |                    | 13   |
| 14                     | 63  | George Russell     | Williams-Mercedes     | 1:33.060           | 1:32.065           |                    | 14   |
| 15                     | 47  | Mick Schumacher    | Haas-Ferrari          | 1:32.942           | Geen tijd *1       |                    | 15   |
| 16                     | 6   | Nicholas Latifi    | Williams-Mercedes     | 1:33.062           |                    |                    | 16   |
| 17                     | 7   | Kimi Räikkönen     | Alfa Romeo-Ferrari    | 1:33.354           |                    |                    | 17   |
| 18                     | 9   | Nikita Mazepin     | Haas-Ferrari          | 1:33.554           |                    |                    | 18   |
| Q1 107% tijd: 1:37.371 |     |                    |                       |                    |                    |                    |      |
| DNQ                    | 18  | Lance Stroll       | Aston Martin-Mercedes | 2:12.584 *2        |                    |                    | 19   |
| DNQ                    | 22  | Yuki Tsunoda       | AlphaTauri-Honda      | Geen tijd *2       |                    |                    | Pit  |

*1 Mick Schumacher reed niet in Q2 na een ongeluk tijdens Q1.

*2 Yuki Tsunoda spinde de baan af tijdens Q1. Lance Stroll kon geen snelle ronde rijden door het ongeluk van Mick Schumacher in Q1. Ze mochten van de stewards wel beginnen aan de wedstrijd.

## Wedstrijd
Max Verstappen behaalde de dertiende Grand Prix-overwinning in zijn carrière.
| Pos.               | Nr. | Coureur            | Constructeur          | Rondes | Tijd / Oorzaak uitval | Grid | Punten |
| ------------------ | --- | ------------------ | --------------------- | ------ | --------------------- | ---- | ------ |
| 1                  | 33  | Max Verstappen     | Red Bull-Honda        | 53     | 1:27:25.770           | 1    | 26S    |
| 2                  | 44  | Lewis Hamilton     | Mercedes              | 53     | +2.904                | 2    | 18     |
| 3                  | 11  | Sergio Pérez       | Red Bull-Honda        | 53     | +8.811                | 4    | 15     |
| 4                  | 77  | Valtteri Bottas    | Mercedes              | 53     | +14.618               | 3    | 12     |
| 5                  | 4   | Lando Norris       | McLaren-Mercedes      | 53     | +1:04.032             | 8    | 10     |
| 6                  | 3   | Daniel Ricciardo   | McLaren-Mercedes      | 53     | +1:15.857             | 10   | 8      |
| 7                  | 10  | Pierre Gasly       | AlphaTauri-Honda      | 53     | +1:16.596             | 6    | 6      |
| 8                  | 14  | Fernando Alonso    | Alpine-Renault        | 53     | +1:17.695             | 9    | 4      |
| 9                  | 5   | Sebastian Vettel   | Aston Martin-Mercedes | 53     | +1:19.666             | 12   | 2      |
| 10                 | 18  | Lance Stroll       | Aston Martin-Mercedes | 53     | +1:31.946             | 19   | 1      |
| 11                 | 55  | Carlos Sainz jr.   | Ferrari               | 53     | +1:39.337             | 5    |        |
| 12                 | 63  | George Russell     | Williams-Mercedes     | 52     | +1 ronde              | 14   |        |
| 13                 | 22  | Yuki Tsunoda       | AlphaTauri-Honda      | 52     | +1 ronde              | Pit  |        |
| 14                 | 31  | Esteban Ocon       | Alpine-Renault        | 52     | +1 ronde              | 11   |        |
| 15                 | 99  | Antonio Giovinazzi | Alfa Romeo-Ferrari    | 52     | +1 ronde              | 13   |        |
| 16                 | 16  | Charles Leclerc    | Ferrari               | 52     | +1 ronde              | 7    |        |
| 17                 | 7   | Kimi Räikkönen     | Alfa Romeo-Ferrari    | 52     | +1 ronde              | 17   |        |
| 18                 | 6   | Nicholas Latifi    | Williams-Mercedes     | 52     | +1 ronde              | 16   |        |
| 19                 | 47  | Mick Schumacher    | Haas-Ferrari          | 52     | +1 ronde              | 15   |        |
| 20                 | 9   | Nikita Mazepin     | Haas-Ferrari          | 52     | +1 ronde              | 18   |        |
| Bron: formula1.com |     |                    |                       |        |                       |      |        |

S Max Verstappen behaalde een extra punt voor het rijden van de snelste ronde.

## Tussenstanden wereldkampioenschap
Betreft tussenstanden voor het wereldkampioenschap na afloop van de race.

### Coureurs
| Pos. | Nr. | Coureur          | Constructeur          | Punten |
| ---- | --- | ---------------- | --------------------- | ------ |
| 1    | 33  | Max Verstappen   | Red Bull-Honda        | 131    |
| 2    | 44  | Lewis Hamilton   | Mercedes              | 119    |
| 3    | 11  | Sergio Pérez     | Red Bull-Honda        | 84     |
| 4    | 4   | Lando Norris     | McLaren-Mercedes      | 76     |
| 5    | 77  | Valtteri Bottas  | Mercedes              | 59     |
| 6    | 16  | Charles Leclerc  | Ferrari               | 52     |
| 7    | 55  | Carlos Sainz jr. | Ferrari               | 42     |
| 8    | 10  | Pierre Gasly     | AlphaTauri-Honda      | 37     |
| 9    | 3   | Daniel Ricciardo | McLaren-Mercedes      | 34     |
| 10   | 5   | Sebastian Vettel | Aston Martin-Mercedes | 30     |

### Constructeurs
| Pos. | Constructeur          | Punten |
| ---- | --------------------- | ------ |
| 1    | Red Bull-Honda        | 215    |
| 2    | Mercedes              | 178    |
| 3    | McLaren-Mercedes      | 110    |
| 4    | Ferrari               | 94     |
| 5    | AlphaTauri-Honda      | 45     |
| 6    | Aston Martin-Mercedes | 40     |
| 7    | Alpine-Renault        | 29     |
| 8    | Alfa Romeo-Ferrari    | 2      |
| 9    | Williams-Mercedes     | 0      |
| 10   | Haas-Ferrari          | 0      |